# Barrois mouvant
Pour les articles homonymes, voir Barrois (homonymie).
Ne doit pas être confondu avec Barrois non mouvant.

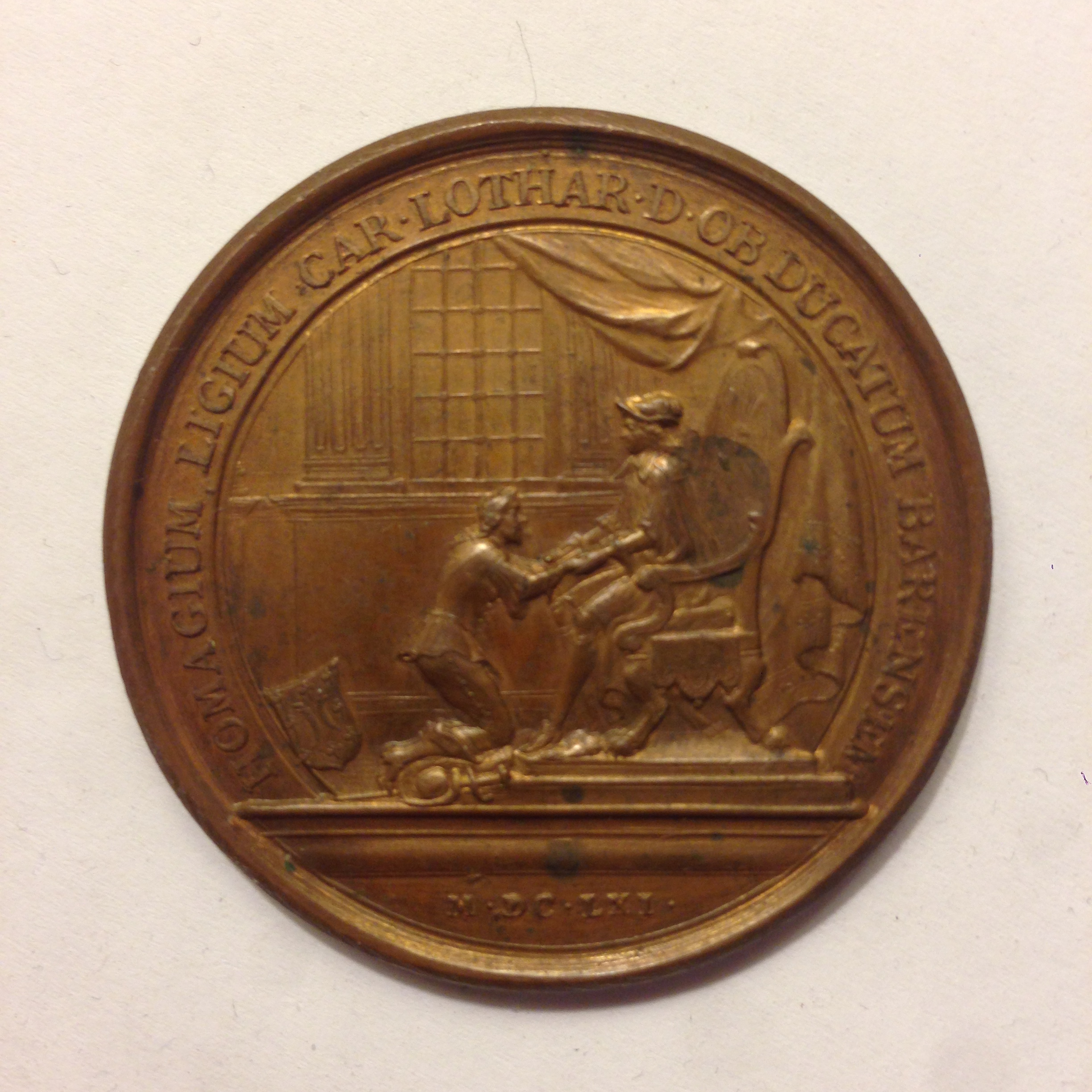
Hommage de Charles IV de Lorraine à Louis XIV pour le Barrois mouvant, au Louvre en 1661.

Le Barrois mouvant, également appelé Barrois royal, est la partie occidentale du Barrois dans la mouvance du royaume de France.
À partir de 1301, cette partie du duché de Bar située sur la rive gauche de la Meuse est sous suzeraineté du roi de France, dont le duc de Bar est par conséquent le vassal, tandis que la partie située sur la rive droite, dite Barrois non mouvant, reste sous la suzeraineté de l'empereur du Saint-Empire romain germanique. Le Barrois mouvant relève par conséquent du Parlement de Paris (un « Parlement » était alors une cour de justice) tandis que le reste du duché relève de celui de Nancy. Cette situation se poursuit après l'intégration du duché de Lorraine dans le royaume de France en 1766, et ce jusqu'à la Révolution française.

## Suzeraineté française

### Traité de Bruges
Le 4 juin 1301, l'empereur Albert de Habsbourg abandonna à Philippe IV le Bel, par le traité de Bruges, à la suite de la célèbre entrevue des Quatre-Vaux, à l'été 1299, dans ce lieu-dit situé sur la commune de Rigny-Saint-Martin, toutes prétentions du Saint-Empire romain germanique sur cette partie du Barrois.

### Contexte
Le comte Henri III de Bar, prisonnier du comte de Flandres depuis 1297, est libéré et se voit contraint de se reconnaître vassal du roi de France pour ses terres situées à l'ouest de la Meuse ; il se fait ainsi homme lige du roi de France « pour tout ce qu'il possède et tient en franc-alleu, par deçà la Meuse vers le royaume de France ». « Désormais [après le traité de Bruges], la frontière du royaume est marquée sur le sol ; elle se confond avec le cours de la Meuse ».

## Partitions du Barrois
Une partie du village de Domrémy — village natal de Jeanne d'Arc situé sur la rive gauche de la Meuse — dépendait de la châtellenie de Gondrecourt en Barrois non mouvant, tandis que l'autre partie était en Barrois mouvant et relevait à ce titre de la cour de justice royale de Chaumont (comté de Champagne).
Cas particuliers, le Clermontois (région de Clermont-en-Argonne) et le Viennois (région de Vienne-le-Château) étaient détenus par le comte de Bar en fief de l'évêque de Verdun relevant de l'empereur. Leurs habitants utilisèrent souvent cette situation pour jouir d'une quasi-indépendance, entre le royaume de France et l'Empire.

## Divisions administratives
Le Barrois mouvant était, avant l'édit de juin 1751, divisé en deux territoires : la partie Bar et l'autre du Comté de Bassigny. Le Duché de Bar, partie mouvante, était constitué de 2 bailliages. Le bailliage de Bar et le bailliage de Saint-Mihiel, qui était mi-mouvant, mi-non mouvant.
Le bailliage de Bar-le-Duc était subdivisé en plusieurs prévôtés. En 1708, il y en avait 6. Celle de Bar, celui de Souilly, de Pierrefitte, de Ligny, de Morley et Longeville. Certains villages de la prévôté de Bar était mi-Barrois mi-terre de Ligny. D'autres dépendaient aussi d'Ancerville.
En 1708, Le Bassigny mouvant était composé de trois bailliages. La Marche, Gondrecourt et Bourmont. Eux-mêmes divisés en six châtellenies et prévôtés : La Marche, Conflans, Châtillon, Gondrecourt, La Mothe et Bourmont.
Après l'édit de juin 1751, il se composait du Bailliage de Bar et du Bailliage de La Marche.

### Sources primaires
- Chambre civile de la Cour de cassation, arrêt de rejet du 30 janvier 1821, Préfet de la Meuse c. sieurs et demoiselle Bourlon [fac-similé], dans Bulletin des arrêts de la Cour de cassation rendus en matière civile, t. XXIII : Année 1821, Paris, Imprimerie royale, janvier 1822 (ISSN 1245-6608, OCLC 17915729, BNF 34488540, SUDOC 038746069), bulletin no 2 de mars 1821, arrêt no 12, p. 37-41.
- Chambre civile de la Cour de cassation, arrêt d'annulation du 15 mars 1837, Sieur Borel de Bretizel c. préfet de la Meuse [fac-similé], dans Bulletin des arrêts de la Cour de cassation rendus en matière civile, t. XXXIX : Année 1837, Paris, Imprimerie royale, mars 1838 (ISSN 1245-6608, OCLC 17915729, BNF 34488540, SUDOC 038746069), bulletin no 3 de octobre 1837, arrêt no 26, p. 61-69.